# Икарди, Андреа
Андреа Икарди (итал. Andrea Icardi; род. 14 июня 1963, Милан, Италия) — итальянский футболист, игравший на позиции полузащитника. По завершении игровой карьеры — тренер.
Выступал, в частности, за «Милан», «Лацио» и «Верону», а также молодёжную сборную Италии.

## Биография
Родился 14 июня 1963 года в городе Милан. Воспитанник футбольной школы клуба «Милан». Взрослую футбольную карьеру начал в 1980 году в основной команде того же клуба, в которой провёл шесть сезонов, приняв участие в 117 матчах чемпионата. Два из шести сезонов клуб провёл в Серии В (один через коррупционный скандал в итальянском футболе в 1980 году, другой — через вылет), благодаря победе в котором получил право сыграть в Кубке Митропы, турнире для команд победителей вторых дивизионов, который и выиграл 1983 года.
Летом 1986 года перешёл в «Аталанту» в рамках трансфера Роберто Донадони в обратном направлении, где провёл два сезона, в первом из которых вылетел из Серии А, а в следующем вернулся обратно.
Своей игрой за последнюю команду привлёк внимание представителей тренерского штаба клуба «Лацио», к составу которого присоединился в 1988 году. Сыграл за «бело-голубых» следующие два сезона своей игровой карьеры. Большую часть времени, проведённого в составе «Лацио», был основным игроком команды.
Летом 1990 года заключил контракт с «Вероной», в составе которого провёл следующие три года своей игровой карьеры. Играя в составе «Вероны», также в основном выходил на поле в основном составе команды и в 1991 году помог команде выйти в серию А, впрочем, в следующем году она из него вылетела.
Завершил игровую карьеру в австралийской команде «Маркони Стэллионс», за которую выступал на протяжении сезона 1993/94 годов.

## Выступления за сборную
Выступал в составе сборной Италии до 20 лет, с которой был участником молодёжного чемпионата мира 1981 года в ФРГ, где итальянцы не вышли из группы.
В течение 1983—1984 годов привлекался в состав молодёжной сборной Италии, став полуфиналистом молодёжного чемпионата Европы 1984 года. Всего на молодёжном уровне сыграл в 9 официальных матчах.

## Карьера тренера
Начал тренерскую карьеру сразу же по завершении карьеры игрока, в 1994 году, возглавив тренерский штаб «Маркони Сталлионс».
В 1995 году вернулся в Италию и возглавлял юношеские команды «Милана», «Монцы» и «Алессандрии».
С 2003 года возглавлял любительские итальянские команды «Дертона» и «Вогерезе», а в 2007 году стал директором футбольной академии «Милана» в Австралии, которая базируется в Сиднее.